# ヤーコプスタール和
数学におけるヤーコプスタール和（ヤーコプスタールわ、英: Jacobsthal sum）とは、ガウス和と関連するルジャンドル記号の有限和である。 Jacobsthal (1907) によって導入された。

## 定義
ヤーコプスタール和は次で与えられる。
{\displaystyle \phi _{n}(a)=\sum _{m{\bmod {p}}}{\binom {m(m^{n}+a)}{p}}.}
ここで p は素数であり、() はルジャンドル記号である。